# Protodejeania dichroma
Protodejeania dichroma är en tvåvingeart som först beskrevs av Wulp 1888.  Protodejeania dichroma ingår i släktet Protodejeania och familjen parasitflugor. Inga underarter finns listade i Catalogue of Life.